# Global Catastrophic Risks
Global Catastrophic Risks är en facklitterär bok från 2009, skriven av den Oxfordbaserade filosofiprofessorn Nick Bostrom och Milan M. Cirkovic. Boken handlar om globala katastrofrisker, som asteroidkollision, gammablixtar, markbaserade naturkatastrofer, kärnvapenkrig, terrorism, global uppvärmning, biologiska vapen, totalitarism, avancerad nanoteknik, artificiell generell intelligens och social kollaps. Boken tar också upp övergripande frågor som politiska åtgärder och metoder för att förutsäga och hantera katastrofer.